# 로봇 팔

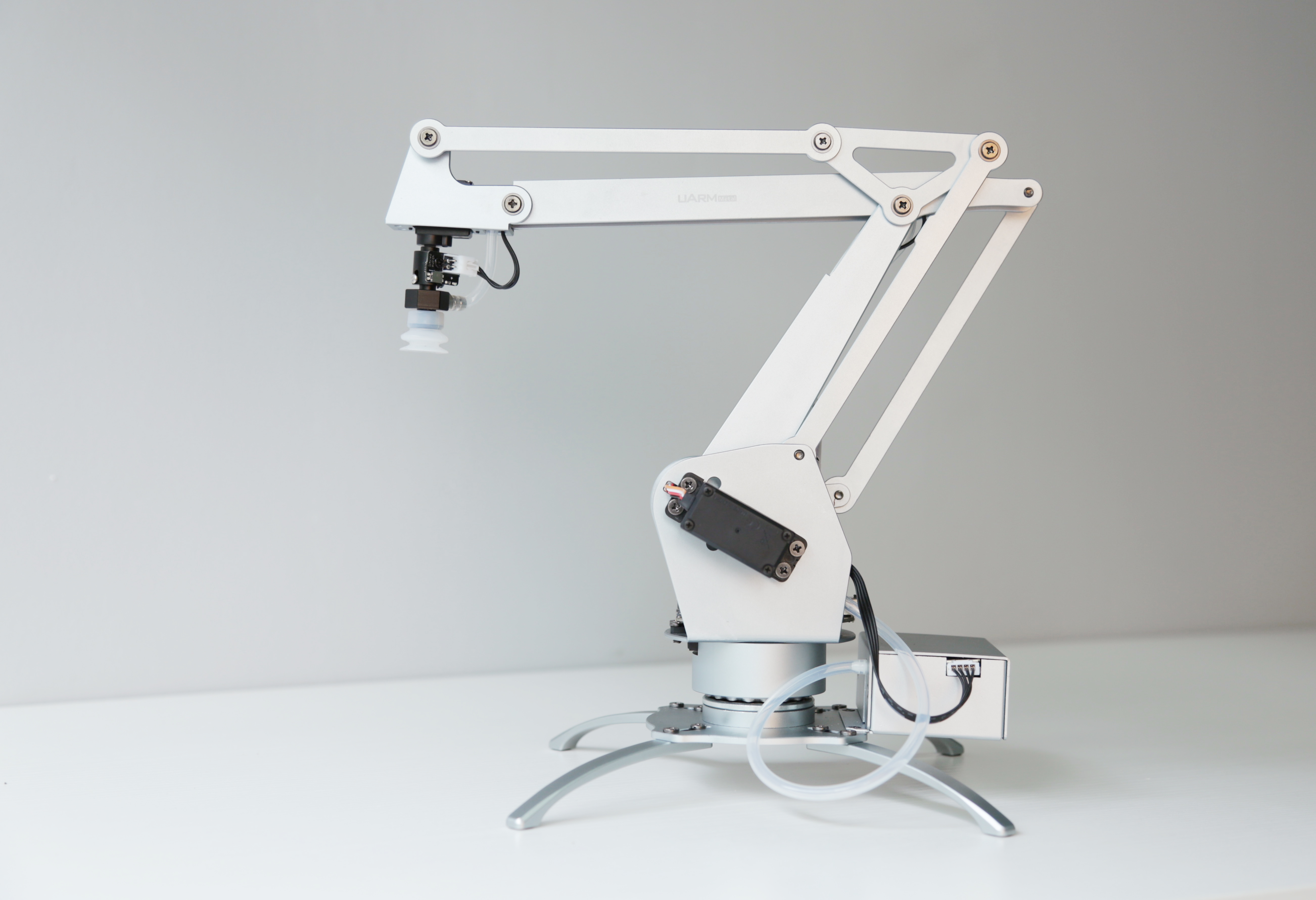
로봇팔

로봇 팔(robotic arm)은 프로그래밍할 수 있는 기계식 암(mechanical arm)이자, 사람의 팔과 유사한 구조로 사람의 팔 역할을 대신 수행하는 로봇이다. 관절부에 볼트를 조여서 세심하게 움직일 수 있다.

## 쓰임
인간이 하기 힘든 정밀한 부품 배치, 조립 등을 한다.

### 조립
사람이 하기 힘든 복잡한 물건(자동차, 초대형 TV 등) 등의 부품을 조립할 때 사용한다. 보통 사람이 하기 어렵거나 오차가 없어야 하는 조립에 많이 사용한다.

### 용접
자동차, 우주선, 초대형 TV 등의 철골 등을 용접할 때 사용한다. 옛날에는 사람이 한 작업이었으나, 위험하기도 하고 로봇이 하는 것이 더 효율이 좋아 요즘에는 로봇이 주로 용접을 한다.

### 우주에서 쓰는 로봇 팔
현재 ISS에서도 부품 조립 및 수리 등에 사용하고 있다. 이 로봇 팔은 캐나다가 만들어서 캐나담(Canadarm)이라고 부른다. 그리고 큐리오시티에서도 로봇 팔을 사용한다.

## 갤러리

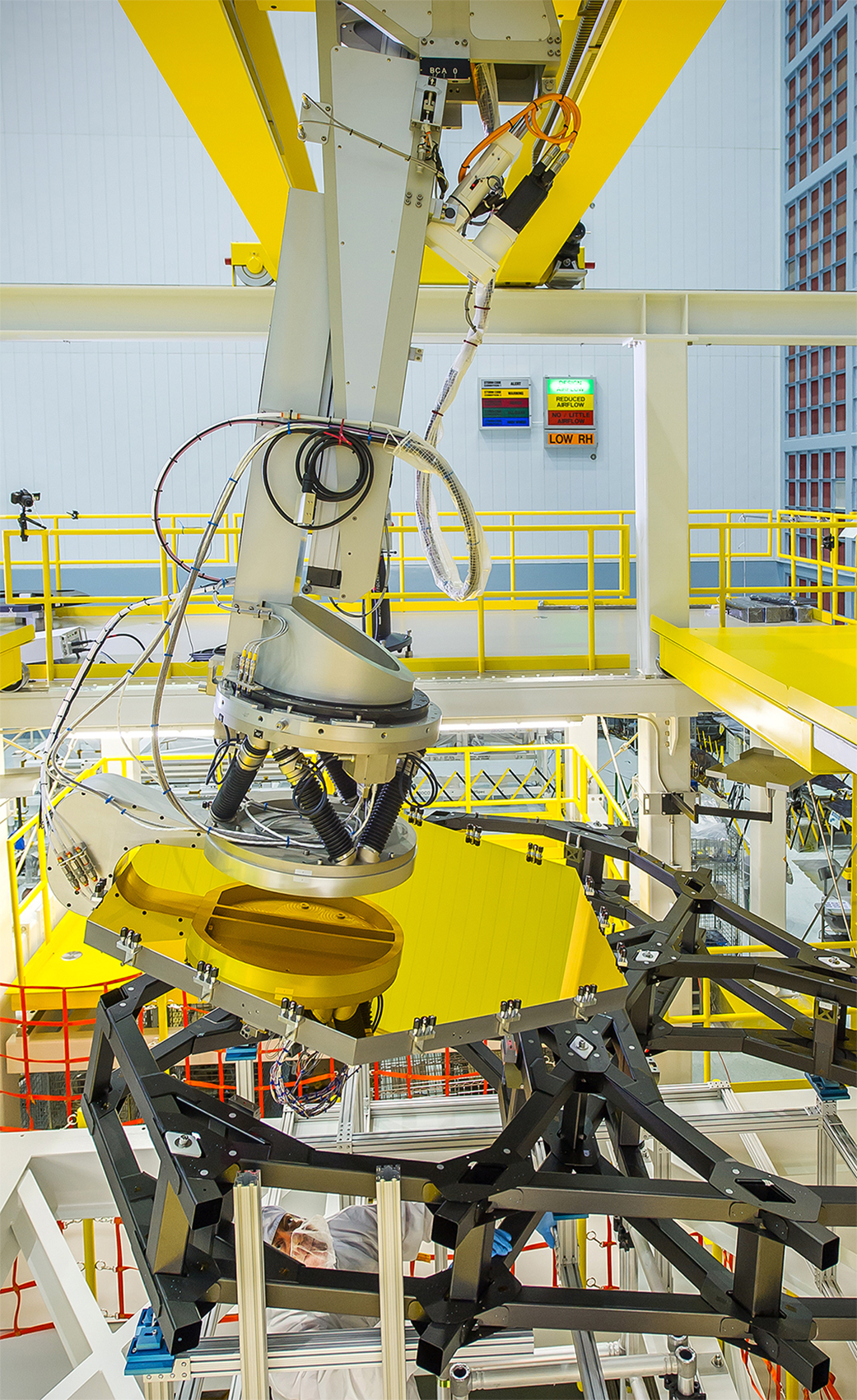
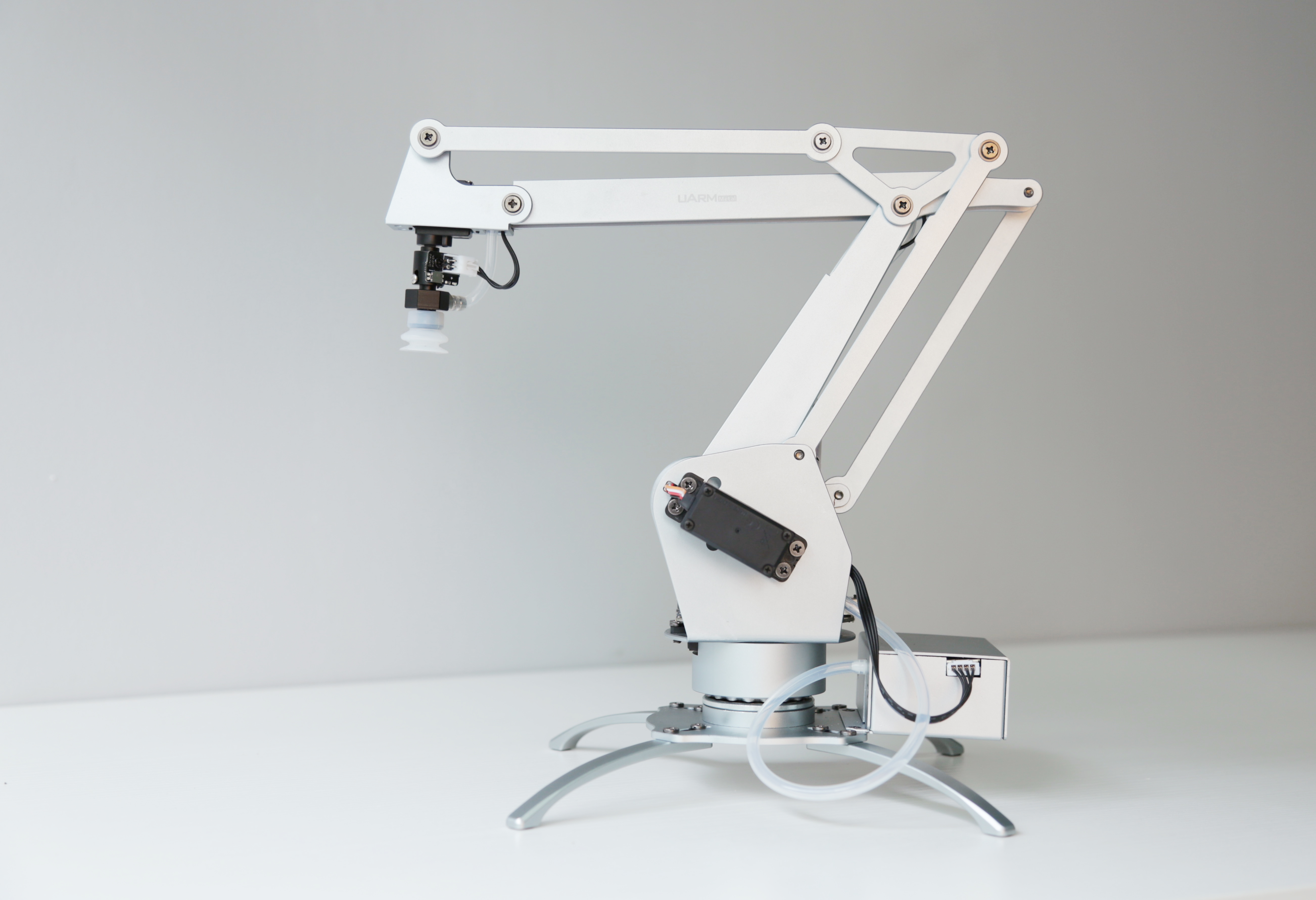
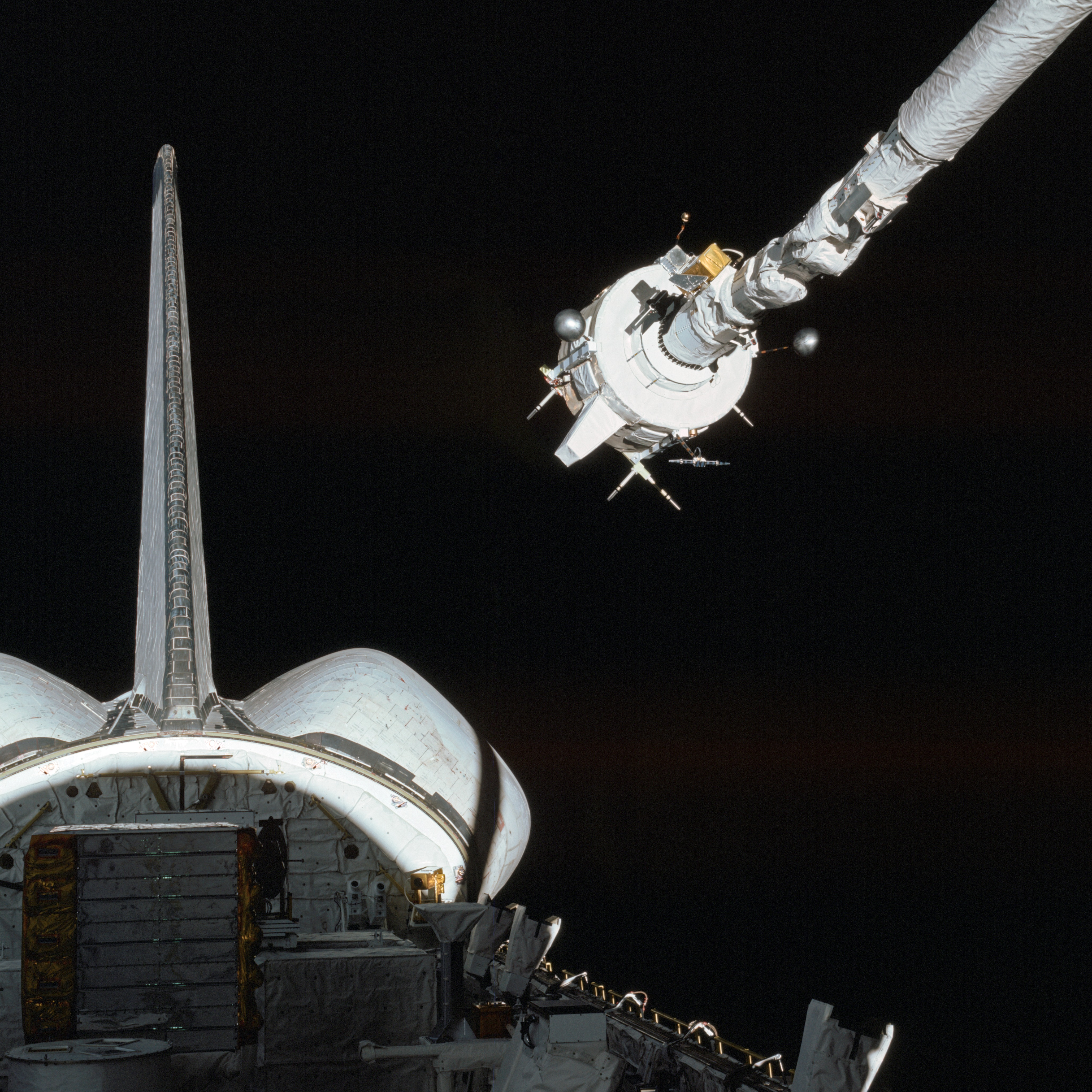
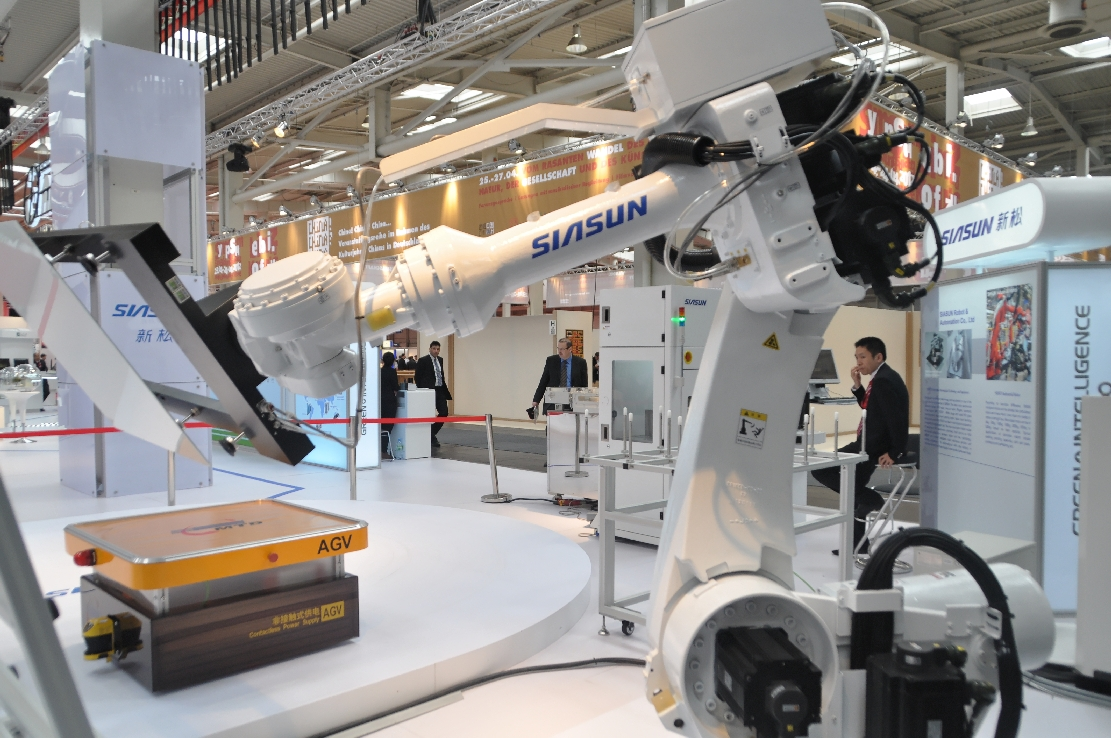
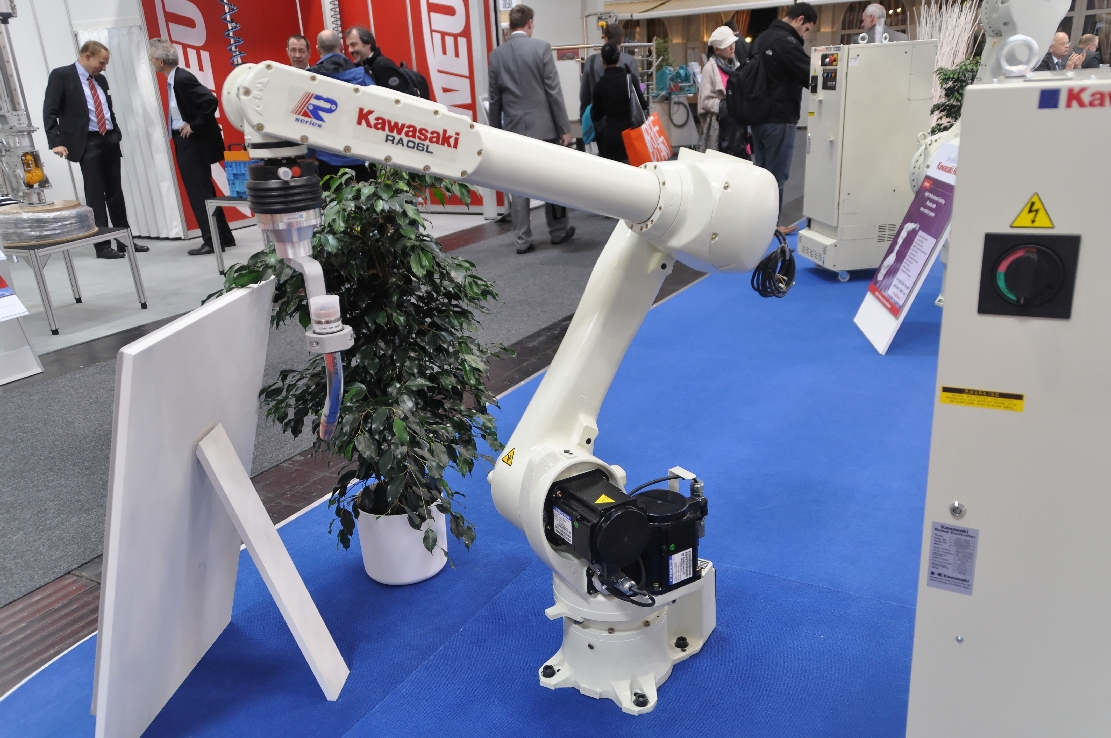
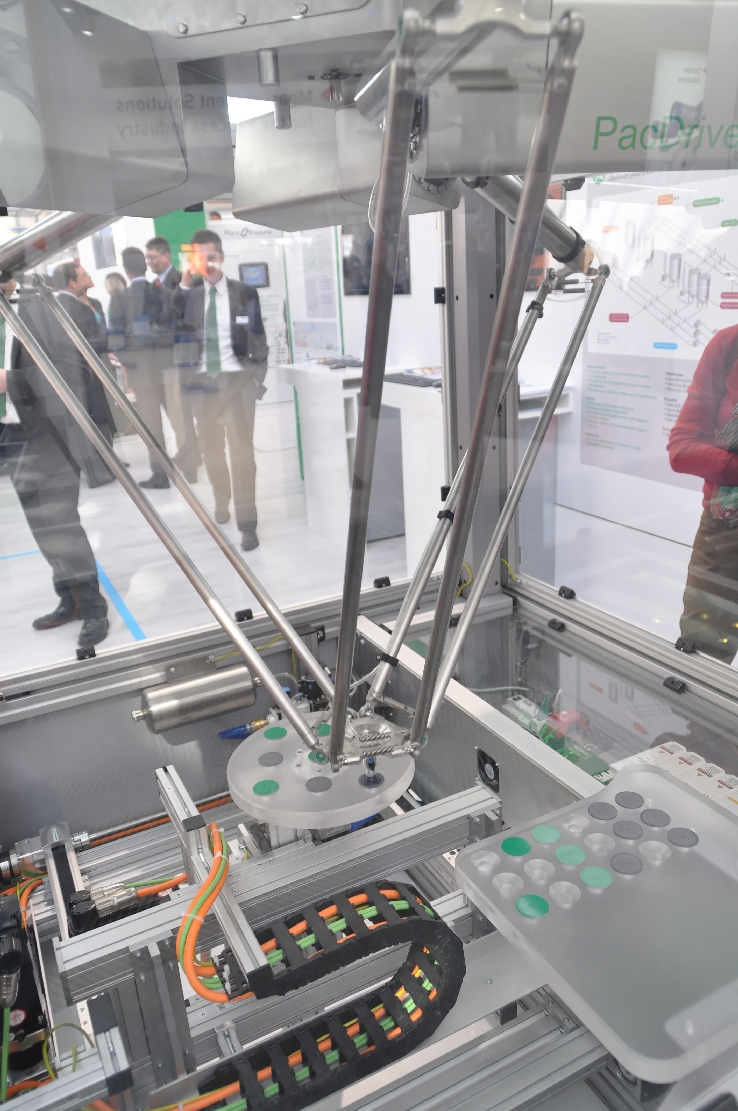
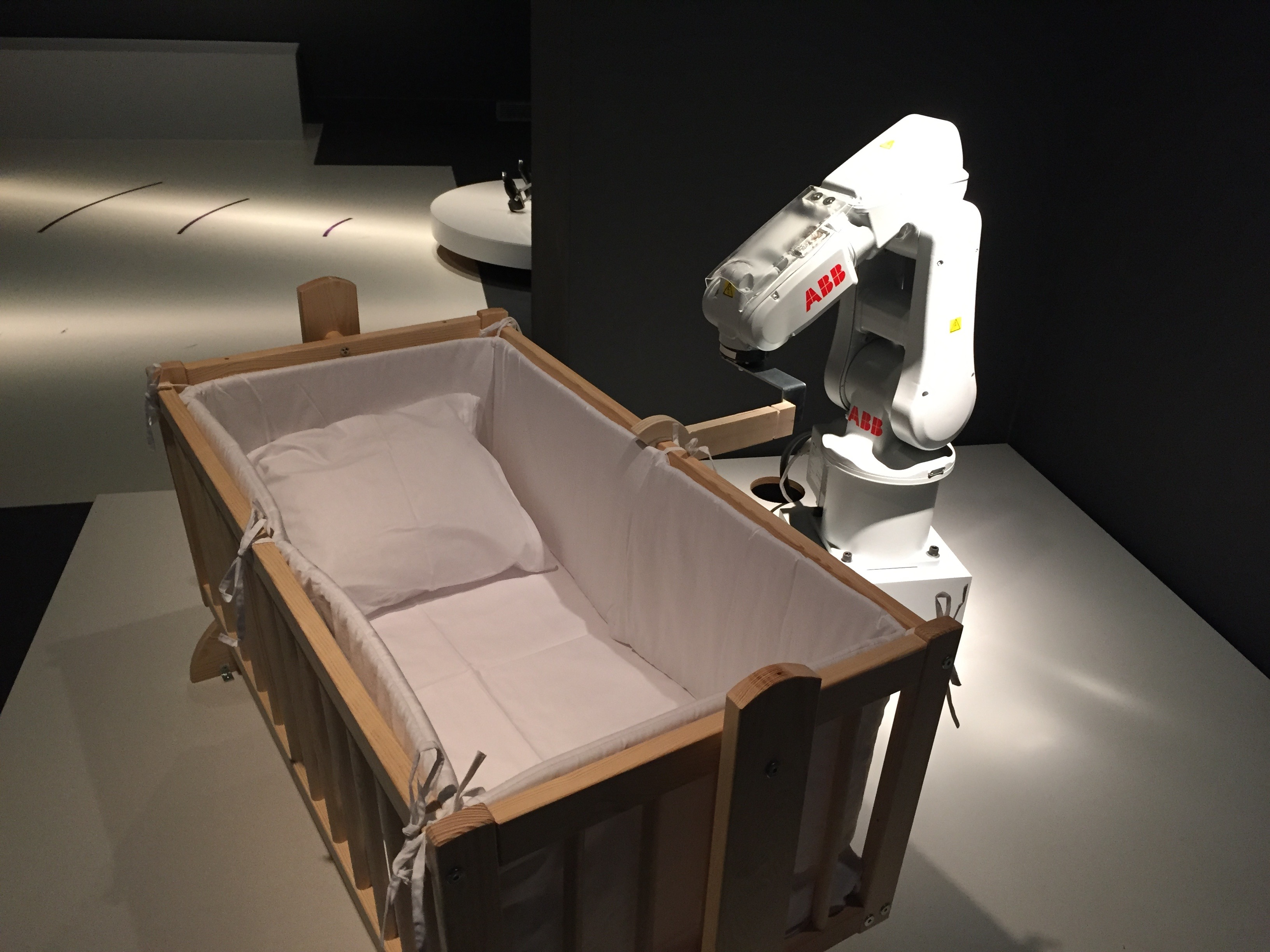
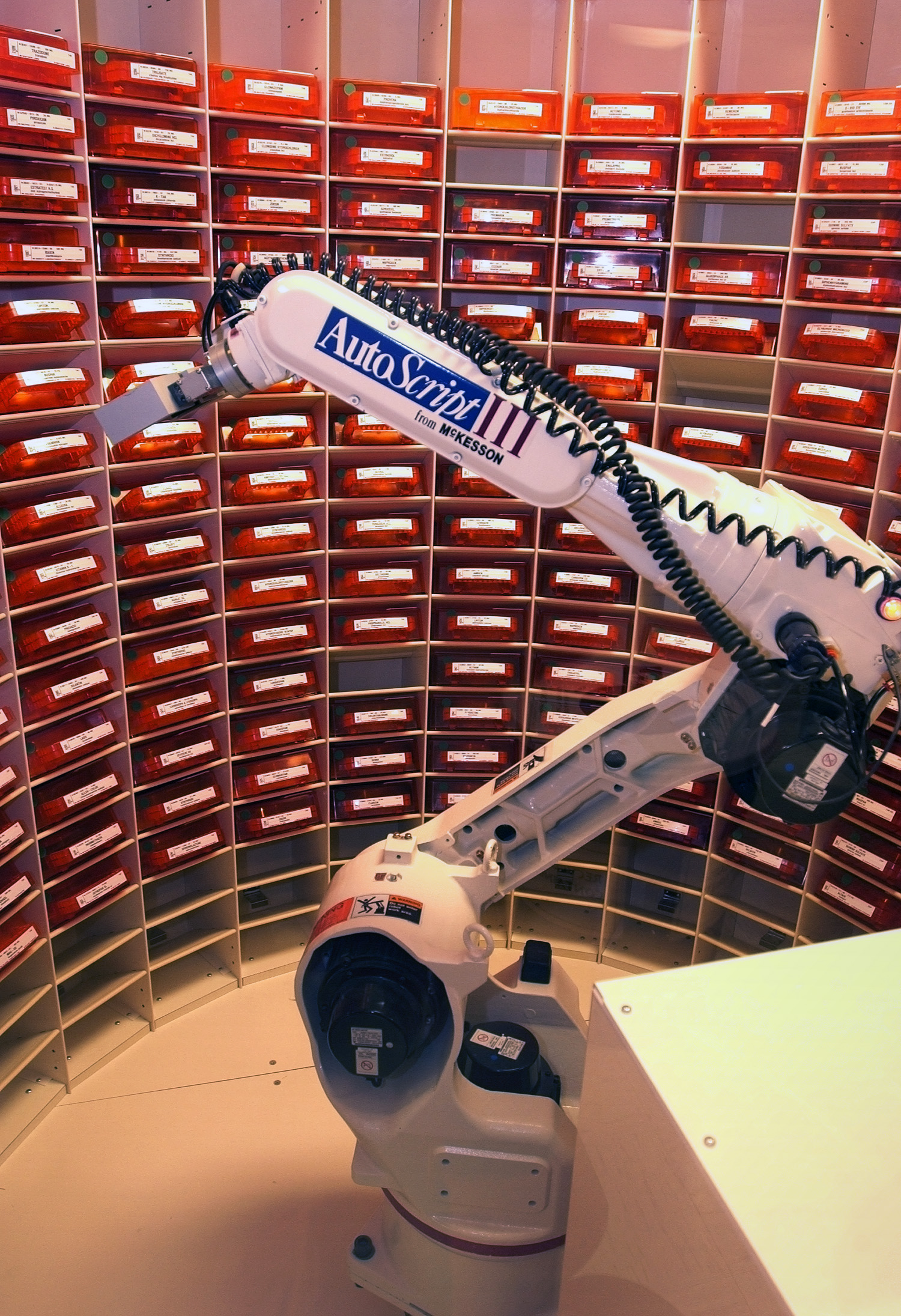

## 같이 보기
- 3차원 인쇄
- 다관절 로봇
- 큐리오시티 (탐사차)